# Morimidius flavosparsus
Morimidius flavosparsus là một loài bọ cánh cứng trong họ Cerambycidae.